# Hemis
Hemis – wieś w północnych Indiach, w terytorium związkowym Ladakh (do 2019 w stanie Dżammu i Kaszmir). W 2011 roku liczyła 313 mieszkańców. Leży na wysokości 3629 m n.p.m. Słynie z klasztoru buddyjskiego.